# Championnat de Belgique de football de troisième division 1975-1976
Navigation
saison précédente saison suivante
Le Championnat de Belgique de football Division 3 1975-1976 est la 47e édition du championnat de troisième niveau national de football en Belgique. Il conserve le même format que la saison précédente, à savoir deux séries de 16 équipes, qui se rencontrent deux fois chacune pendant la saison. Les deux champions sont promus en Division 2, tandis que les deux derniers de chaque série sont relégués en Promotion avec le perdant du barrage des quatorzièmes.
Les deux séries sont remportées par des clubs relégués de deuxième division la saison précédente. Dans la série A, la Royale Union, qui joue au 3e niveau pour la première fois depuis 74 ans, domine le championnat de la tête et des épaules. Le matricule 10 termine avec douze points d'avance sur son dauphin, le K. HO Merchtem, promu en début de saison.
Dans l'autre série, le titre est plus disputé et c'est finalement un autre descendant de D2, Eupen, qui l'emporte avec un point d'avance sur Andenne auteur d'une magnifique saison.
En bas de tableau, les trois derniers de la série A se tiennent en deux points. Le R. RC Tournai, dernier et le Stade Louvain, quinzième, basculent directement en Promotion, tandis que le K. AV Dendermonde est barragiste. Dans la série B, le K. FC Herentals est rapidement distancé et termine bon dernier. Il est accompagné par le R. LC Bastogne, qui échoue à deux points de Bas-Oha, barragiste.
Lors du barrage, on a besoin d'un "replay" pour voir Bas-Oha se défaire de Dendermonde et assurer son maintien.

## Clubs participants
Les dénominations des clubs sont celles employées à l'époque. Les matricules renseignés en gras indiquent les clubs qui existent toujours aujourd'hui. 

### Série A
| #  | Nom                                            | Mat. | Ville        | Stades          | En D3 depuis    | Total en D3 | Saison précéd. |
| -- | ---------------------------------------------- | ---- | ------------ | --------------- | --------------- | ----------- | -------------- |
| 1  | Royale Union                                   | 10   | Saint-Gilles | Joseph Marien   | 1975-1976 (1re) | 1 saison    | Division 2 15e |
| 2  | Royal Crossing Club de Schaerbeek              | 55   | Schaerbeek   | Parc Josaphat   | 1975-1976 (1re) | 10 saisons  | Division 2 16e |
| 3  | Koninklijke Stade Leuven                       | 18   | Louvain      | Den Dreef       | 1974-1975 (2e)  | 14 saisons  | 11e Série A    |
| 4  | Royal Racing Club Tournaisien                  | 36   | Tournai      | Drève de Maire  | 1970-1971 (6e)  | 30 saisons  | 10e Série A    |
| 5  | Koninklijke Sport-Club Menen                   | 56   | Menin        | ???             | 1968-1969 (8e)  | 22 saisons  | 13e Série A    |
| 6  | Koninklijke Athletische Vereniging Dendermonde | 57   | Termonde     | Ros Beiaard     | 1974-1975 (2e)  | 20 saisons  | 7e Série A     |
| 7  | Koninklijke Sport Vereniging Oudenaarde        | 81   | Audenarde    | Burg. Thienpont | 1970-1971 (6e)  | 20 saisons  | 12e Série A    |
| 8  | Koninklijke Willebroekse Sport Vereniging      | 85   | Willebroek   | Henry Pickery   | 1974-1975 (2e)  | 32 saisons  | 2e Série A     |
| 9  | Koninklijke Sport-Club Eendracht Aalst         | 90   | Alost        | Pierre Cornelis | 1966-1967 (10e) | 19 saisons  | 6e Série A     |
| 10 | Koninklijke Sport Verniging Sottegem           | 225  | Zottegem     | Stedelijke      | 1971-1972 (5e)  | 13 saisons  | 9e Série A     |
| 11 | White Star Club Lauwe                          | 535  | Lauwe        | ???             | 1965-1966 (11e) | 11 saisons  | 3e Série A     |
| 12 | Koninklijke Football Club Eendracht Zele       | 1046 | Zele         | ???             | 1973-1974 (3e)  | 3 saisons   | 8e Série A     |
| 13 | Racing Jet Bruxelles                           | 4549 | Jette        | annexe Heysel   | 1972-1973 (4e)  | 10 saisons  | 5e Série A     |
| 14 | Voetbal Club Rotselaar                         | 6909 | Rotselaar    | ???             | 1974-1975 (2e)  | 2 saisons   | 4e Série A     |
| 15 | Koninklijke Racing Club Tienen                 | 132  | Tirlemont    | Julien Bergé    | 1975-1976 (1re) | 19 saisons  | Prom. D 1re    |
| 16 | Koninklijke Hoger-Op Merchtem                  | 2242 | Merchtem     | Dooren          | 1975-1976 (1re) | 1 saison    | Prom. A 1re    |

#### Localisations - Série A
| \| Abréviations: · MER = K. HO Merchtem · TER = K. AV Dendermonde · WIL = K. Willebroekse SV · CRO = K. Crossing Cl. Schaerbeek WIL Lauwe Menin Alost TER Rotselaar Louvain Zele Zottegem Audenarde RC Tournai Jette Union CRO MER Tirlemont \| Localisation des clubs engagés en Division 3A 1975-1976 |
| Abréviations: · MER = K. HO Merchtem · TER = K. AV Dendermonde · WIL = K. Willebroekse SV · CRO = K. Crossing Cl. Schaerbeek WIL Lauwe Menin Alost TER Rotselaar Louvain Zele Zottegem Audenarde RC Tournai Jette Union CRO MER Tirlemont                                                               |

### Série B
| #  | Nom                                          | Mat. | Ville       | Stades             | En D3 depuis    | Total en D3 | Saison précéd. |
| -- | -------------------------------------------- | ---- | ----------- | ------------------ | --------------- | ----------- | -------------- |
| 1  | Allgemeine Sportvereinigung Eupen            | 4276 | Eupen       | du Kehrweg         | 1975-1976 (1re) | 3 saisons   | Division 2 14e |
| 2  | Koninklijke Sporting Club Hasselt            | 37   | Hasselt     | Stedelijke         | 1966-1967 (10e) | 20 saisons  | 10e Série B    |
| 3  | Koninklijke Football Club Herentals          | 97   | Herentals   | St-Janneke         | 1969-1970 (7e)  | 23 saisons  | 11e Série B    |
| 4  | Union Royale Namur                           | 156  | Namur       | des Champs-Elysées | 1967-1968 (9e)  | 31 saisons  | 3e Série B     |
| 5  | Royal Cercle Sportif Andennais               | 307  | Andenne     | Julien Pappa       | 1974-1975 (2e)  | 12 saisons  | 6e Série B     |
| 6  | Koninklijke Football Club Verbroedering Geel | 395  | Geel        | Leunen             | 1974-1975 (2e)  | 4 saisons   | 8e Série B     |
| 7  | Koninklijke Voetbal Vereniging Looi Sport    | 565  | Tessenderlo | ???                | 1972-1973 (4e)  | 9 saisons   | 5e Série B     |
| 8  | Koninklijke Football Club Dessel Sport       | 606  | Dessel      | Lorze              | 1970-1971 (6e)  | 6 saisons   | 14e Série B    |
| 9  | Royale Jeunesse Sportive Bas-Oha             | 1654 | Bas-Oha     | Louis Manne        | 1974-1975 (2e)  | 2 saisons   | 13e Série B    |
| 10 | Witgoor Sport Dessel                         | 2065 | Dessel      | Jef Luyten         | 1968-1969 (8e)  | 8 saisons   | 12e Série B    |
| 11 | Hoeselt Voetbal Vereniging                   | 2146 | Hoeselt     | Caetsbeek          | 1973-1974 (3e)  | 5 saisons   | 9e Série B     |
| 12 | Léopold Club Bastogne                        | 2263 | Bastogne    | des Récollets      | 1970-1971 (6e)  | 6 saisons   | 7e Série B     |
| 13 | Vrij en Vlug Overpelt-Fabriek                | 2554 | Overpelt    | De Leukens         | 1957-1958 (19e) | 19 saisons  | 2e Série B     |
| 14 | Zonhoven Vrij & Vlug                         | 2780 | Zonhoven    | De Basvelde        | 1974-1975 (2e)  | 2 saisons   | 4e Série B     |
| 15 | Royal Football Club Sérésien                 | 17   | Seraing     | du Pairay          | 1975-1976 (1re) | 21 saisons  | Prom C. 1re    |
| 16 | Sport Kring Bree                             | 2583 | Brée        | SK Bree            | 1975-1976 (1re) | 1 saison    | Prom. B 1re    |

#### Localisations - Série B
| \| Herentals Witgoor Dessel Sp. Geel Looi Overpelt Bree Hasselt Hoeselt Zonhoven Seraing Namur Bastogne B-O Andenne Eupen \| Localisation des clubs engagés en Division 3B 1975-1976 |
| Herentals Witgoor Dessel Sp. Geel Looi Overpelt Bree Hasselt Hoeselt Zonhoven Seraing Namur Bastogne B-O Andenne Eupen                                                               |

## Classements et Résultats
Légende
- Champion de Division 3 1976 et promu en Division 2 la saison suivante
- Club devant disputer un match de barrage pour son maintien en Division 3
- Club relégué en Promotion pour la saison suivante

Abréviations
 : club promu de Promotion depuis la saison précédente

 : club relégué de Division 2 depuis la saison précédente

### Série A

#### Classement final
| Rang | Équipe                 | Pts | J  | G  | N  | P  | Bp | Bc | Diff |
| ---- | ---------------------- | --- | -- | -- | -- | -- | -- | -- | ---- |
| 1    | UNION ROYALE           | 50  | 30 | 23 | 4  | 3  | 89 | 14 | +75  |
| 2    | K. HO Merchtem         | 38  | 30 | 15 | 8  | 7  | 45 | 35 | +10  |
| 3    | R. Crossing Schaerbeek | 34  | 30 | 11 | 12 | 7  | 37 | 30 | +7   |
| 4    | K. SC Eendracht Aalst  | 32  | 30 | 13 | 6  | 11 | 39 | 38 | +1   |
| 5    | K. SV Sottegem         | 30  | 30 | 11 | 8  | 11 | 34 | 44 | -10  |
| 6    | VC Rotselaar           | 29  | 30 | 11 | 7  | 12 | 40 | 41 | -1   |
| 7    | K. FC Eendracht Zele   | 29  | 30 | 11 | 7  | 12 | 28 | 29 | -1   |
| 8    | K. WSC Lauwe           | 29  | 30 | 11 | 7  | 12 | 37 | 44 | -7   |
| 9    | K. Willebroekse SV     | 29  | 30 | 10 | 9  | 11 | 44 | 42 | +2   |
| 10   | RJ Bruxelles           | 29  | 30 | 10 | 9  | 11 | 32 | 37 | -5   |
| 11   | K. SV Oudenaarde       | 28  | 30 | 10 | 8  | 12 | 36 | 42 | -6   |
| 12   | K. SC Menen            | 27  | 30 | 10 | 7  | 13 | 33 | 35 | -2   |
| 13   | R. RC Tienen           | 27  | 30 | 8  | 11 | 11 | 34 | 47 | -13  |
| 14   | K. AV Dendermonde      | 24  | 30 | 7  | 10 | 13 | 32 | 42 | -10  |
| 15   | K. Stade Leuven        | 23  | 30 | 7  | 9  | 14 | 26 | 49 | -23  |
| 16   | R. RC Tournai          | 22  | 30 | 6  | 10 | 14 | 27 | 44 | -17  |

#### Résultats des rencontres
Avec seize clubs engagés, 240 matches sont au programme de la saison
| Résultats (▼dom., ►ext.)                                   | CRO | DEN | TOU | AAL | LAU | MEN | MER | OUD | RJB | ROT | SLE | TIE | USG | WIL | ZEL | SOT |
| R. Crossing Cl. Schaerbeek                                 |     | 1-1 | 1-0 | 2-1 | 1-0 | 1-2 | 1-3 | 0-0 | 2-0 | 3-0 | 1-1 | 3-0 | 3-1 | 0-1 | 0-0 | 0-0 |
| K. AV Dendermonde                                          | 4-0 |     | 2-2 | 2-1 | 0-2 | 1-0 | 0-1 | 2-2 | 0-1 | 2-0 | 3-1 | 2-0 | 1-3 | 1-1 | 0-0 | 2-0 |
| R. RC Tournaisien                                          | 1-3 | 0-0 |     | 0-1 | 2-0 | 0-1 | 5-1 | 0-0 | 3-1 | 3-1 | 0-0 | 0-2 | 2-1 | 0-0 | 2-0 | 1-1 |
| K. AS Eendracht Aalst                                      | 1-1 | 1-1 | 4-0 |     | 2-0 | 2-0 | 0-3 | 2-0 | 1-2 | 1-3 | 1-1 | 1-0 | 0-1 | 2-0 | 1-0 | 3-2 |
| K. White Star Cl. Lauwe                                    | 2-0 | 4-2 | 0-0 | 3-2 |     | 3-1 | 1-3 | 0-2 | 3-0 | 0-1 | 3-2 | 3-3 | 0-0 | 1-1 | 1-0 | 1-2 |
| K. SC Menen                                                | 0-1 | 1-0 | 1-0 | 0-1 | 0-0 |     | 1-0 | 2-0 | 0-2 | 5-0 | 8-1 | 0-0 | 0-3 | 1-1 | 3-0 | 1-2 |
| K. Hoger Op Merchtem                                       | 0-0 | 3-1 | 2-2 | 1-1 | 4-0 | 2-0 |     | 2-0 | 1-0 | 1-2 | 3-0 | 0-0 | 0-4 | 1-1 | 2-0 | 1-1 |
| K. SV Oudenaarde                                           | 3-1 | 4-0 | 1-0 | 2-1 | 4-1 | 1-1 | 0-1 |     | 1-1 | 1-1 | 0-1 | 2-2 | 0-2 | 3-1 | 1-0 | 0-2 |
| Racing Jet Bruxelles                                       | 1-4 | 4-1 | 2-0 | 2-2 | 1-2 | 0-0 | 4-0 | 1-2 |     | 2-1 | 0-0 | 1-0 | 0-4 | 3-1 | 0-0 | 0-0 |
| VC Rotselaar                                               | 2-1 | 1-1 | 0-0 | 3-1 | 3-1 | 3-0 | 1-2 | 1-1 | 3-0 |     | 2-1 | 2-2 | 0-0 | 5-0 | 1-1 | 3-0 |
| K. Stade Leuven                                            | 0-0 | 1-1 | 4-1 | 0-1 | 0-0 | 0-3 | 0-1 | 2-1 | 0-1 | 1-0 |     | 0-0 | 3-5 | 3-2 | 0-1 | 1-0 |
| K. RC Tienen                                               | 2-2 | 1-1 | 2-0 | 3-1 | 2-3 | 3-1 | 1-1 | 1-4 | 1-1 | 1-0 | 2-0 |     | 0-2 | 3-2 | 0-0 | 2-1 |
| Royale Union                                               | 0-0 | 1-0 | 6-0 | 5-0 | 3-0 | 5-0 | 0-0 | 8-0 | 1-0 | 3-1 | 5-0 | 5-0 |     | 3-1 | 5-0 | 4-0 |
| K. Willebroekse SV                                         | 2-2 | 1-0 | 2-2 | 1-2 | 1-0 | 1-1 | 4-1 | 2-0 | 1-1 | 2-0 | 3-1 | 5-0 | 1-3 |     | 1-2 | 4-0 |
| K. FC Eendracht Zele                                       | 0-1 | 3-0 | 3-1 | 0-2 | 1-1 | 0-0 | 3-1 | 2-0 | 2-0 | 2-0 | 0-1 | 2-1 | 2-1 | 0-1 |     | 0-1 |
| K. SV Sottegem                                             | 2-2 | 2-1 | 2-0 | 0-0 | 1-2 | 2-0 | 2-4 | 2-1 | 1-1 | 3-0 | 1-1 | 2-0 | 0-5 | 1-0 | 1-4 |     |
| - Victoire à domicile - Match nul - Victoire à l'extérieur |     |     |     |     |     |     |     |     |     |     |     |     |     |     |     |     |

### Série B

#### Classement final
| Rang | Équipe                   | Pts | J  | G  | N  | P  | Bp | Bc | Diff |
| ---- | ------------------------ | --- | -- | -- | -- | -- | -- | -- | ---- |
| 1    | K. AS EUPEN              | 43  | 30 | 16 | 11 | 3  | 57 | 25 | +32  |
| 2    | R. CS Andennais          | 42  | 30 | 16 | 10 | 4  | 47 | 26 | +21  |
| 3    | K. SC Hasselt            | 38  | 30 | 11 | 16 | 3  | 40 | 27 | +13  |
| 4    | V&V Overpelt-Fabriek     | 35  | 30 | 16 | 3  | 11 | 61 | 52 | +9   |
| 5    | UR Namur                 | 35  | 30 | 14 | 7  | 9  | 45 | 32 | +13  |
| 6    | R. FC Sérésien           | 35  | 30 | 11 | 13 | 6  | 49 | 35 | +14  |
| 7    | K. VV Looi Sport         | 33  | 30 | 13 | 7  | 10 | 46 | 35 | +11  |
| 8    | Hoeselt VV               | 31  | 30 | 11 | 9  | 10 | 45 | 43 | +2   |
| 9    | Witgoor Sport Dessel     | 29  | 30 | 9  | 11 | 10 | 41 | 35 | +6   |
| 10   | SK Bree                  | 29  | 30 | 8  | 13 | 9  | 30 | 33 | -3   |
| 11   | K. FC Dessel Sport       | 28  | 30 | 10 | 8  | 12 | 35 | 36 | -1   |
| 12   | Zonhoven FC V&V          | 26  | 30 | 9  | 8  | 13 | 33 | 42 | -9   |
| 13   | K. FC Verbroedering Geel | 24  | 30 | 7  | 10 | 13 | 18 | 36 | -18  |
| 14   | R. JS Bas-Oha            | 21  | 30 | 7  | 7  | 16 | 35 | 60 | -25  |
| 15   | R. LC Bastogne           | 19  | 30 | 6  | 7  | 17 | 31 | 49 | -18  |
| 16   | K. FC Herentals          | 12  | 30 | 4  | 4  | 22 | 21 | 68 | -47  |

#### Résultats des rencontres
Avec seize clubs engagés, 240 matches sont au programme de la saison
| Résultats (▼dom., ►ext.)                                   | AND | B-O | BAS | BRE | DES | EUP | HAS | HER | HOE | LOO | URN | OVE | SER | GEE | WIT | ZON |
| R. CS Andennais                                            |     | 4-1 | 1-0 | 1-0 | 1-0 | 0-0 | 1-1 | 2-1 | 2-2 | 1-0 | 2-2 | 5-2 | 1-1 | 1-0 | 3-0 | 2-1 |
| R. JS Bas-Oha                                              | 1-3 |     | 4-2 | 4-1 | 1-1 | 1-4 | 1-1 | 4-3 | 4-2 | 1-4 | 4-1 | 0-1 | 1-1 | 0-0 | 1-1 | 0-1 |
| Léopold Club Bastogne                                      | 2-0 | 4-1 |     | 1-1 | 1-1 | 0-3 | 0-1 | 2-0 | 1-1 | 2-1 | 1-5 | 1-1 | 0-2 | 1-0 | 1-1 | 3-0 |
| SK Bree                                                    | 1-1 | 1-1 | 1-0 |     | 0-0 | 2-2 | 1-1 | 1-1 | 1-1 | 0-1 | 2-0 | 0-3 | 1-1 | 0-0 | 0-1 | 2-1 |
| K. FC Dessel Sport                                         | 3-2 | 1-1 | 0-0 | 1-0 |     | 2-2 | 2-2 | 4-0 | 1-0 | 0-1 | 0-1 | 3-2 | 3-2 | 0-1 | 1-2 | 0-1 |
| AS Eupen                                                   | 1-1 | 2-0 | 3-0 | 1-0 | 4-1 |     | 2-2 | 2-0 | 1-2 | 1-1 | 1-0 | 2-0 | 2-1 | 0-0 | 1-0 | 4-2 |
| K. SC Hasselt                                              | 1-0 | 2-0 | 1-0 | 1-1 | 1-1 | 2-2 |     | 2-1 | 1-0 | 0-0 | 3-1 | 1-3 | 1-1 | 2-0 | 2-1 | 1-0 |
| K. FC Herentals                                            | 0-2 | 1-0 | 3-1 | 1-2 | 0-2 | 0-6 | 0-0 |     | 1-2 | 0-3 | 0-1 | 2-1 | 0-2 | 0-1 | 1-0 | 1-1 |
| Hoeselt VV                                                 | 2-3 | 3-0 | 2-2 | 1-2 | 1-2 | 2-2 | 2-1 | 2-0 |     | 4-0 | 0-3 | 1-3 | 2-2 | 1-2 | 1-1 | 1-1 |
| K. VV Looi Sport                                           | 1-0 | 1-2 | 2-1 | 1-1 | 0-1 | 0-3 | 1-1 | 3-0 | 4-0 |     | 0-0 | 4-3 | 0-1 | 6-1 | 2-0 | 3-1 |
| UR Namur                                                   | 0-1 | 2-0 | 3-1 | 0-1 | 2-0 | 2-0 | 1-0 | 6-1 | 1-2 | 2-0 |     | 4-3 | 0-0 | 1-1 | 1-0 | 1-0 |
| V&V Overpelt-Fabriek                                       | 1-1 | 2-1 | 5-3 | 1-2 | 2-1 | 2-1 | 2-2 | 4-1 | 1-2 | 2-0 | 3-1 |     | 1-0 | 1-0 | 4-3 | 0-1 |
| R. FC Sérésien                                             | 1-4 | 0-1 | 3-1 | 3-0 | 2-0 | 2-2 | 2-2 | 2-1 | 0-0 | 1-1 | 4-2 | 4-1 |     | 2-1 | 2-2 | 3-0 |
| K. FC Verbroedering Geel                                   | 1-1 | 3-0 | 1-0 | 0-4 | 1-0 | 0-1 | 1-1 | 2-1 | 0-2 | 0-2 | 1-1 | 0-2 | 0-0 |     | 0-0 | 0-0 |
| Witgoor Sport Dessel                                       | 0-1 | 4-0 | 1-0 | 2-2 | 2-1 | 0-0 | 0-0 | 7-0 | 0-2 | 3-1 | 0-0 | 3-4 | 2-2 | 3-1 |     | 1-0 |
| Zonhoven V&V                                               | 0-0 | 4-0 | 1-0 | 1-0 | 1-3 | 0-2 | 0-4 | 1-1 | 1-2 | 3-3 | 1-1 | 3-1 | 3-2 | 3-0 | 1-1 |     |
| - Victoire à domicile - Match nul - Victoire à l'extérieur |     |     |     |     |     |     |     |     |     |     |     |     |     |     |     |     |

## Désignation du «Champion de Division 3»
Le titre de « Champion de Division 3 » est attribué après une confrontation aller/retour entre les vainqueurs de chacune des deux séries.
| 15 mai 1976       | AS Eupen     | Royale Union | 2-1 |
| 23 mai 1976       | Royale Union | AS Eupen     | ?-? |
| AS Eupen champion |              |              |     |

Précisons que ce mini-tournoi n'a qu'une valeur honorifique et n'influe pas sur la montée. Les deux champions de série sont promus.

## Test-match pour la désignation du5edescendant
Le K. AV Dendermonde et la R. JS Bas-Oha, quatorzièmes dans leur série respective, doivent disputer un match de barrage pour désigner le cinquième club relégué en Promotion. Le règlement attribue des points (2 points pour une victoire, 1 chacun si partage). Le club totalisant le plus de points à l'issue des deux rencontres est gagnant et donc se maintient. Les buts, même ceux en déplacement, n'entrent pas en ligne de compte.
Chaque équipe gagne une partie et une "belle" est donc nécessaire, malgré une différence de buts assez nette. Le match décisif est joué à Wavre.
| 15 mai 1975               | R. JS Bas-Oha     | K. AV Dendermonde | 8-2 |                        |
| 23 mai 1975               | K. AV Dendermonde | R. JS Bas-Oha     | 2-0 |                        |
| 30 mai 1975               | K. AV Dendermonde | R. JS Bas-Oha     | 0-3 | Terrain de Wavre Sport |
| K. AV Dendermonde relégué |                   |                   |     |                        |

## Barrage des deuxièmes
Un match de barrage est organisé entre les deuxièmes des deux séries pour désigner le troisième club montant éventuel. Merchtem est opposé à Andenne.
| Date        | Domicile        | Déplacement          | Résultat | Remarques      |
| ----------- | --------------- | -------------------- | -------- | -------------- |
| 16 mai 1976 | R. CS Andennais | K. Hoger Op Merchtem | 1-2      | Terrain neutre |

Aucune place ne se libère, K. HO Merchtem n'est pas promu.

## Meilleurs buteurs
- Série A : ?
- Série B : ?

## Récapitulatif de la saison
| Région flamande (18)            | Région flamande (18) | Province de Brabant (7)      | Province de Brabant (7) | Région wallonne (7)    | Région wallonne (7) |
| ------------------------------- | -------------------- | ---------------------------- | ----------------------- | ---------------------- | ------------------- |
| Province d'Anvers               | 5                    | Région de Bruxelles-Capitale | 3                       | Province de Hainaut    | 1                   |
| Province de Flandre-Occidentale | 2                    | Province du Brabant flamand  | 4                       | Province de Liège      | 3                   |
| Province de Flandre-Orientale   | 5                    | Province du Brabant wallon   | 0                       | Province de Luxembourg | 1                   |
| Province de Limbourg            | 6                    |                              |                         | Province de Namur      | 2                   |

1. ↑  Au niveau footballistique, la province de Brabant est toujours unitaire malgré sa partition territoriale en 1995.

### Admission et relégation
Les deux champions, la Royale Union et la K. AS Eupen, remontent en Division 2 un an après l'avoir quittée. Ils y remplacent le K. Merksem SC, le R. Tilleur FC et le R. AEC de Mons. Il y a un relégué supplémentaire à cause de la réduction de la Division 1 de 19 à 18 clubs.
Les deux derniers de chaque série, le K. Stade Leuven, le R. RC Tournai, le R. LC Bastogne et le K. FC Herentals, sont relégués directement en Promotion. Le K. AV Dendermonde, battu lors du match de barrage, est également relégué. Ils sont remplacés par les champions des quatre séries de Promotion, à savoir le K. FC Izegem, le K. VC Jong Lede, le White Star Schoonbeek Beverst et le R. Wavre Sports.

### Débuts en Division 3
Trois clubs font leurs débuts en Division 3 cette saison. Ils port à 234 le nombre de clubs différents à apparaître à ce niveau.
- La Royale Union n'a connu que les deux premiers niveaux hiérarchique depuis 1901 ! Le matricule 10 est le 37e club brabançon à jouer à ce niveau.
- Le SK Bree est le 24e club de la province de Limbourg à évoluer à ce niveau.
- Le K. HO Merchtem est le 37e club de la province de Brabant à évoluer à ce niveau.

### Bilan de la saison
| Championnat de Belgique de football de troisième division 1975-1976 |                |
| Champion                                                            | K. AS Eupen    |
| Dauphin                                                             | Royale Union   |
| Promotions et relégations                                           |                |
| Promus en Division 2                                                | Union Royale   |
| Promus en Division 2                                                | K. AS Eupen    |
| Relégués en Division 3                                              | K. Merksem SC  |
| Relégués en Division 3                                              | R. Tilleur FC  |
| Relégués en Division 3                                              | R. AEC de Mons |